# Lucien Rozenberg
Lucien Rozenberg (11 de junio de 1874 - 1947) fue un actor y director teatral y cinematográfico de nacionalidad francesa.  
Nacido en París, Francia, durante la Primera Guerra Mundial Rozenberg dirigió una serie de cortometrajes humorísticos interpretados por él mismo, dando vida a un personaje con su mismo nombre, Lucien. 
La llegada del cine sonoro en los años veinte dio prácticamente fin a su carrera cinematográfica, aunque aún volvió a actuar en algunas cintas a lo largo de la década de 1930.
Además de su actividad cinematográfica, Rozenberg también actuó en numerosas piezas teatrales de teatro de bulevard y fue director de escena.
Lucien Rozenberg falleció en Francia en 1947.

## Filmografía
Actor
- 1915 : Zizi
- 1916 : Lucien est si aimable
- 1917 : Lucien, son chien et sa belle-mère, de Lucien Rozenberg
- 1917 : Lucien, Lucette, de Lucien Rozenberg
- 1918 : Lucien est emballé, de Lucien Rozenberg
- 1918 : Lucien transfusé, de Édouard-Émile Violet
- 1918 : Lucien n'aime pas flirter, de Lucien Rozenberg
- 1918 : Ce bon Lucien, de Édouard-Émile Violet
- 1918 : Lucien cherche un enfant, de Édouard-Émile Violet
- 1919 : Lucien cambriolé, cambrioleur, de Édouard-Émile Violet
- 1919 : La Première Aventure de Lucien, de Lucien Rozenberg
- 1919 : Lucien joue à la poupée, de Paul Garbagni
- 1919 : Lucien a le coup de foudre, de Paul Garbagni
- 1919 : Le Champion de Lucien, de Paul Garbagni
- 1933 : Cette nuit-là, de Marc Sorkin
- 1934 : Fanatisme, de Gaston Ravel y Tony Lekain
- 1936 : Moutonnet, de René Sti
- 1936 : Un grand amour de Beethoven, de Abel Gance
- 1937 : Josette,  de Christian Jaque
- 1939 : Serge Panine, de Charles Méré y Paul Schiller

Director
- 1917 : Lucien, son chien et sa belle-mère
- 1917 : Lucien, Lucette
- 1918 : Lucien est emballé
- 1918 : Lucien n'aime pas flirter
- 1919 : La Première Aventure de Lucien

Guionista
- 1917 : Lucien, son chien et sa belle-mère, de Lucien Rozenberg
- 1917 : Lucien, Lucette, de Lucien Rozenberg
- 1918 : Lucien transfusé, de Édouard-Émile Violet
- 1918 : Lucien n'aime pas flirter, de Lucien Rozenberg
- 1918 : Lucien cherche un enfant, de Édouard-Émile Violet
- 1919 : La première aventure de Lucien, de Lucien Rozenberg
- 1919 : Lucien joue à la poupée, de Paul Garbagni
- 1919 : Le champion de Lucien, de Paul Garbagni

## Teatro

### Actor
- 1901 : Quo vadis ?, de Emile Moreau, Teatro de la Porte Saint-Martin, música de Francis Thomé.[1]
- 1902 : Nos deux consciences, de Paul Bourde, Teatro de la Porte Saint-Martin
- 1905 : Scarron, de Catulle Mendès, escenografía de Jean Coquelin y Henry Hertz, música de Reynaldo Hahn, Théâtre de la Gaîté
- 1909 : Moins cinq..., de Paul Gavault y Georges Berr, Teatro des Nouveautés
- 1913 : Hélène Ardouin, de Alfred Capus, Teatro du Vaudeville
- 1913 : Le Ruisseau, de Pierre Wolff, Teatro de la Porte Saint-Martin
- 1916 : Je ne trompe pas mon mari, de Georges Feydeau, escenografía de Georges Feydeau, Teatro de l'Athénée
- 1929 : La Lettre, de William Somerset Maugham, Teatro de l'Athénée
- 1932 : Signor Bracoli, de Jacques Deval, escenografía de Lucien Rozenberg, Teatro des Nouveautés
- 1933 : Cette nuit là..., de Lajos Zilahy, escenografía de Lucien Rozenberg, Teatro de la Madeleine
- 1936 : Romance, de Robert de Flers y Francis de Croisset a partir de Edward Sheldon, Teatro des Célestins

### Director
- 1928 : Le Cercle, de William Somerset Maugham, Teatro des Ambassadeurs
- 1932 : Signor Bracoli, de Jacques Deval, Teatro des Nouveautés
- 1933 : Cette nuit là..., de Lajos Zilahy, Teatro de la Madeleine